# Sistema Integrado de Gestión para Entes del Sector Público
SIGESP es el acrónimo de Sistema Integrado de Gestión para Entes del Sector Público. Es un sistema administrativo ERP creado en Venezuela por SIGESP, C.A. enfocado en la administración pública venezolana. implantado en más de tres mil instituciones públicas a nivel nacional.

## Historia
En 1998, una investigación académica realizada en el Mercado Mayorista de Barquisimeto (MERCABAR),  que es una empresa perteneciente al Municipio Iribarren del Estado Lara, constató que no existían soluciones tecnológicas que automatizaran los procesos administrativos de las organizaciones del sector público y que además se adaptaran a las normas y leyes que rigen la materia. Por esta razón, un grupo de profesionales de distintas áreas, decidió fundar la empresa SIGESP, C.A. (mismo nombre de la aplicación), con el objetivo de desarrollar un sistema informático de gestión administrativa que cubra las necesidades de las empresas del sector público.

## Base Legal
El sistema SIGESP está basado en el marco legal Venezolano, cumpliendo con las pautas establecidas por la ONAPRE, ONCOP, la Tesorería Nacional, Ley Orgánica de la Administración Financiera del Sector Público y sus reglamentos, así como las normas pautadas por la Contraloría General de la República, la Superintendencia Nacional de Auditoría Interna y por aquellas leyes y normas heredadas del ámbito geográfico o de la razón social en la que se encuentren (Leyes Nacionales, Estadales y Municipales).

## Versiones
Las primeras versiones de SIGESP fue desarrollada en CLIPPER, posteriormente se desarrolló en Visual FoxPro versión 6, utilizando gestores de base de datos Microsoft SQL Server en sus versiones 7.0 y 2000 (8.0) como en Adaptive Server Anywhere (ASA), versiones 8 y 9, conocida esta última como versión propietaria. Estuvo vigente hasta el año 2010. 
En el año 2005 y siguiendo el marco del decreto 3390 firmado en el año 2004, se inició se desarrolló una versión libre en PHP 5 y Base de datos base de datos como MySQL y PostgreSQL, pero permitiendo conectar con cualquier motor de base de datos ya que utiliza conexión ADODB. Este software ha ido evolucionando con el tiempo hasta llegar a la versión actual llamada «Enterprise».
Actualmente existe la versión 3 del sistema que ejecuta las últimas versiones de PHP 7.X con Postgres 11.

## Módulos

### Módulos Principales
- Contabilidad Patrimonial y Fiscal.
- Contabilidad Presupuestaria de Gastos.
- Contabilidad Presupuestaria de Ingresos.

### Módulos Administrativos
- Solicitud de Ejecución Presupuestaria.
- Órdenes de Compras.
- Cuentas por Pagar.
- Banco.

### Módulos Auxiliares
- Inventario.
- Bienes Nacionales.
- Obras.
- Control y Solicitud de Viáticos.
- Proveedores y Beneficiarios.

### Módulo Personal
- Recursos Humanos y Nómina.

## Características
- Diseñado bajo las exigencias legales establecidas en la Constitución Nacional, la Ley Orgánica de Administración Pública, la Ley Orgánica de Administración Financiera del Sector Público, Reglamentos y todas las providencias e instructivos emanados de la ONAPRE, SIGECOF, ONCOP y Contraloría General de la República.
- Sistema multiusuario.
- Acceso al sistema con claves de seguridad individuales.
- Múltiples reportes configurables y exportables a Excel y PDF.
- Arquitectura cliente servidor vía Web desarrollado en PHP.
- Implementa potente manejador de bases de datos PostgreSQL.
- Multiplataforma para los clientes (Windows, Linux, MacOSX).
- Funcionalidad comprobada en 25 años de uso.

## Requerimientos Mínimos (Versión PHP)

### Hardware
Servidor:
- Procesador Xeon de 2.00 GHz con al menos 4 núcleos.
- Disco Duro 500 GB (Recomendado en RAID y SSD).
- Memoria RAM Base de 16 GB.
- Linux Debian versión 11 de 64 bits.

Estación de Trabajo:
- Procesador I3 de tercera generación en adelante o su equivalente.
- Memoria RAM 8 GB.
- Sistema operativo compatible con la última versión de Mozilla Firefox (Linux, Windows o MacOSX).

### Software
Servidor:
Sistema Operativo:
- Linux Debian 11

(Aunque puede ser instalado el otras distribuciones)
Gestor de Base de Datos:
- Postgres 11

Servidor Web:
- Apache 2
- Php 7.4

Estación de Trabajo:
- Sistema Operativo según la preferencia, pero que permita tener el navegador Mozilla Firefox en su última versión.

Documentación:
- Este ERP posee solo documentación descriptiva, no posee documentación funcional, ya que por el flujo administrativo que tiene cada institución imposibilita la creación del mismo. De igual manera desde un punto de vista funcional se aplican los criterios generales de acuerdo al marco legal vigente.